# 伊萬·扎伊采夫
伊万·维亚切斯拉沃维奇·扎伊采夫（義大利語：Ivan Zaytsev，發音：[ɪˈvan vʲɪtɕɪˈslavəvʲɪdʑ ˈzajtsɨf]；1988年10月2日—），是一名意大利男子排球運動員，目前效力於義大利排球聯賽球隊蒙扎排球。他也代表意大利國家男子排球隊參賽。

## 體育成就

### 俱樂部
- CEV冠軍聯賽
  -  2016/2017 - 與佩魯賈排球

- CEV盃
  -  2014/2015 - 與Dinamo Moscow

- 世界男排俱樂部錦標賽
  -  貝廷 2021 – 與盧貝排球

#### 國內聯賽
- 2011/2012  義大利超級盃，與盧貝排球
- 2013/2014  義大利排球聯賽，與盧貝排球
- 2015/2016  Emir of Qatar Cup，與Al Arabi
- 2016/2017  義大利超級盃，與佩魯賈排球
- 2017/2018  義大利盃，與佩魯賈排球
- 2017/2018  義大利排球聯賽，與佩魯賈排球
- 2022/2023  義大利排球聯賽，與盧貝排球

### 國家隊
- 2011  歐洲男子排球錦標賽
- 2012  奧林匹克運動會
- 2013  世界排球聯賽
- 2013  歐洲男子排球錦標賽
- 2014  世界排球聯賽
- 2015  世界盃排球賽
- 2015  歐洲男子排球錦標賽
- 2016  奧林匹克運動會

### 個人獎項
- 2010 義大利排球聯賽Serie A2 – 最有價值球員
- 2012 義大利排球聯賽 – 最有價值球員
- 2013 世界排球聯賽 – 最佳主攻手
- 2013 歐洲男子排球錦標賽 – 最佳發球選手
- 2013 Super Volley – 最佳義大利排球選手
- 2015 世界盃排球賽 – 最佳副攻手
- 2015 歐洲男子排球錦標賽 – 最佳副攻手
- 2016 Emir of Qatar Cup – 最有價值球員
- 2017 CEV冠軍聯賽 – 最佳副攻手

## 家庭
父親維亞切斯拉夫·扎伊采夫是1970年代末-80年代初蘇聯男排「五連冠」（1977年世界盃、1978年世界男排錦標賽、1980年莫斯科奧運會、1981年世界盃、1982年世界男排錦標賽) 主力舉球員。

### 排球之外的發展
扎伊采夫曾為Red Bull、DHL、Prozis和豐田汽車等品牌代言，並擔任世界糧食計劃署的義大利大使。他亦曾為2018年上映之電影《大黃蜂》的義大利語版本主角獻聲配音。

## 外部連結
- 伊萬·扎伊採夫在FIVB beach volleyball database（英语）
- 伊萬·扎伊採夫在European Volleyball Confederation（英语）
- 伊萬·扎伊採夫在Beach Volleyball Database（英语）
- 伊萬·扎伊採夫在WorldofVolley（英语）
- 伊萬·扎伊採夫在Lega Pallavolo Serie A（意大利语）
- 伊萬·扎伊採夫在Olympics.com（英语）
- 伊萬·扎伊採夫在Olympedia（英语）
- 伊萬·扎伊採夫在Italian National Olympic Committee（意大利语）
- Highlights （页面存档备份，存于） (movie)